# Auditorat du travail
 (octobre 2016).
 (septembre 2016).
Si vous disposez d'ouvrages ou d'articles de référence ou si vous connaissez des sites web de qualité traitant du thème abordé ici, merci de compléter l'article en donnant les références utiles à sa vérifiabilité et en les liant à la section « Notes et références ».
L'auditorat du travail est une fonction au sein du système juridique belge exercée auprès du tribunal du travail.

## Mission sociale
En Belgique, l'auditorat du travail représente le ministère public dans toutes les matières qui ressortissent à la compétence du tribunal du travail.
Lorsque ces matières concernent des litiges civils, l'auditorat du travail intervient obligatoirement ou facultativement devant le tribunal du travail, selon la nature du litige, et émet un avis. Ce caractère contraignant ou facultatif est fixé dans les dispositions du Code judiciaire. En général, l'intervention est obligatoire lorsque le litige concerne les droits et obligations du citoyen en matière de sécurité sociale et d'aide sociale.
Au cas où des dispositions pénales sont prévues par ces lois, l'auditorat du travail intervient pour mener l'information et en tant que partie poursuivante au nom de l'intérêt général. Les poursuites se font devant le juge pénal ordinaire. Pour certaines infractions, il s'agit du tribunal de police, pour des délits plus graves, il s'agit du tribunal correctionnel. En cas de connexité avec des infractions de droit social, d'autres infractions peuvent également être poursuivies.
L'auditeur du travail préside la cellule d'arrondissement, une réunion des services d'inspection et de police qui effectuent des contrôles communs et veillent, dans ce cadre, à ce que les objectifs annuels du Service d'information et de recherche sociale (S.I.R.S.) soient réalisés.

## Organisation
L'auditorat du travail est, outre le « parquet ordinaire » du procureur du Roi, une subdivision séparée du Ministère Public. Ce corps plus restreint est dirigé par l'auditeur du travail. Les autres magistrats ont le grade d'auditeur de division, de premier substitut de l'auditeur du travail ou de substitut de l'auditeur du travail. En ce qui concerne l'arrondissement judiciaire de Bruxelles, il y a également un auditeur du travail adjoint néerlandophone.
Il y a neuf auditorats du travail, à savoir :
- Bruxelles (bilingue français-néerlandais)
- Eupen (bilingue allemand-français)
- Hal-Vilvorde
- Brabant wallon
- Louvain
- Anvers (arrondissements judiciaires d'Anvers et du Limbourg)
- Gand (arrondissements judiciaires de la Flandre orientale et occidentale)
- Liège (arrondissements judiciaires de Liège, du Luxembourg et de Namur)
- Hainaut (arrondissements judiciaires de Mons et de Charleroi)

Au sein de l'arrondissement judiciaire d'Eupen, le procureur du Roi exerce également la fonction d'auditeur du travail.
L'équivalent de l'auditorat, en degré d'appel, est l'auditorat général. Ce n'est pas un corps séparé, mais une division du ministère public auprès de la cour du travail, de la même manière que le parquet général près la Cour d'appel opère par rapport aux parquets ordinaires. Ces deux divisions sont placées sous l'autorité du procureur général.
Tout comme les procureurs du Roi qui se réunissent sous forme d'un conseil des procureurs du Roi, il existe également un conseil des auditeurs du travail, au sein duquel les auditeurs du travail se réunissent.
Un des auditeurs du travail fait partie du Collège du ministère public qui s'occupe de l'orientation de la gestion autonome de tout le ministère public.